# Camosa de Valls d'Aguilar
Camosa de Valls d'Aguilar es el nombre de una variedad cultivar de manzano (Malus domestica) Esta manzana está cultivada en la colección de germoplasma de manzanas del CSIC, también está cultivada en la colección de germoplasma de peral y manzano en la "Finca de Gimenells de la Estación Experimental de Lérida - IRTA". Esta manzana es originaria de la Comunidad autónoma de Cataluña, procedente de un ejemplar localizado el año 2000 en Les Valls d'Aguilar comarca del Alto Urgel, en Lérida.

## Sinónimos
- "Poma Camosa de Valls d'Aguilar",[3]
- "Manzana Camuesa de Valls d'Aguilar".[7]

## Historia
'Camosa de Valls d'Aguilar' es una variedad de manzana de Cataluña, está catalogada con el número de accesión M088 en el Banco de germoplasma de peral y manzano de la Universidad de Lérida, que se encuentra integrado en la Red de Colecciones del Programa de Conservación y Utilización de los Recursos Fitogenéticos para la Alimentación y la Agricultura, del Plan Nacional de I+D+I.
'Camosa de Valls d'Aguilar' está considerada con otras muchas de las entradas que se han incorporado al Banco de germoplasma en la "Finca de Gimenells de la Estación Experimental de Lérida - IRTA", provienen de ejemplares únicos, en algunos casos, actualmente desaparecidos, lo que ha permitido paliar la erosión genética que se está dando en estas especies frutales.
'Camosa de Valls d'Aguilar' es una variedad que se cultiva para su conservación genética, para posibles usos y mejoras en cruces con otras variedades, para incrementar cualidades o intercambiarlas.

## Características
El manzano de la variedad 'Camosa de Valls d'Aguilar' tiene un vigor fuerte de tipo ramificado, con porte muy erguido; ramos con pubescencia muy fuerte, de un grosor delgado, con longitud de entrenudos cortos, número de lenticelas pequeño, relación longitud/grosor de los entrenudos media, tipo de ramos fructíferos predominantes Brindillas coronadas; época de inicio de floración tardía, yema fructífera de forma ovoide y longitud corta, flor no abierta presenta color del botón floral rosa pálido, flor de tamaño medio, pétalos con posición relativa de los bordes superpuestos, inflorescencia con número medio de flores numerosas, de forma medianamente cupuliforme, sépalos de color predominante verde, sépalos de longitud media, pétalos de longitud corta, y anchura media, siendo la relación longitud/anchura de los pétalos más largos que anchos, estilos con longitud en relación con los estambres más largos, estilos con punto de soldadura lejos de la base.
Las hojas tienen un porte caído en relación con el ramo, limbo de longitud medio y de anchura medio, con una relación longitud/anchura pequeña, forma del borde ondulada, peciolo con longitud medio, forma del limbo redondeada, aspecto de la superficie del haz mate, pubescencia del envés fuerte, plegamiento de la superficie cóncava, tamaño de la punta grande, forma de la base aguda, estípulas con una forma muy filiformes, y ángulo del peciolo respecto al ramo grande.
La variedad de manzana 'Camosa de Valls d'Aguilar' tiene un fruto de tamaño y peso muy pequeño-pequeño; forma globosa, relación longitud/anchura pequeña, posición de la anchura máxima en el medio, con un marcado en los lados medio; piel con estado ceroso débil, pruina de la epidermis fuerte; con color de fondo verde, importancia del sobre color ausente o muy débil, siendo el color del sobre color ausente, siendo la intensidad del sobre color ausente, reparto del color en la superficie ausente, acusando unas lenticelas medianas, y una sensibilidad al "russeting" (pardeamiento áspero superficial que presentan algunas variedades) en las caras laterales débil; pedúnculo con una longitud muy largo, y un grosor medio, anchura de la cavidad peduncular grande, profundidad de la cavidad pedúncular poco profunda, y con importancia del "russeting" en cavidad peduncular muy fuerte; coronamiento por encima del cáliz ausente o muy débil, importancia de los lados de la cavidad calicina es media, anchura de la cav. calicina media, profundidad de la cav. calicina poco profunda, y con importancia del "russeting" en cavidad calicina ausente o muy débil; ojo medio, cerrado; sépalos de una longitud media, con un porte parcialmente extendidos.
Carne de color blanca, con un oscurecimiento fuerte de la carne al corte; textura de dureza dura, suavemente jugosa; sabor algo aromático, bueno; corazón con distinción de la línea media; eje abierto; lóculos carpelares cerrados; semillas de longitud grande, anchas, de color marrón claro.
La manzana 'Camosa de Valls d'Aguilar' tiene una época de maduración y recolección de fruto muy temprana, en verano. Época de caída de las hojas tardía. Se usa como manzana de mesa fresca, y posible uso como manzana para la elaboración de sidra.

## Calidad de fruto y prueba de cata
- Peso del fruto: Pequeño
- Calibre del fruto: Pequeño
- Longitud del fruto: Pequeña
- Índice de almidón: Medio
- Dureza medida de la carne: Medio
- Índice refractométrico (IR): Medio
- Acidez titulable: Baja
- Jugosidad de la carne: Seco
- Textura de la carne: Media
- Dureza sensorial de la carne: Media
- Dulzor: Medio
- Acidez: Media
- Intensidad del sabor de la carne: Media
- Sabor: Malo
- Valoración global del fruto:Malo[3]

## Características Agronómicas
- Afinidad del injerto (compatibilidad): Media
- Facilidad de formación y poda: Baja
- Tipo de fructificación: Tipo II
- Precocidad varietal: Poco precoz
- Vecería: Alta
- Productividad: Alta
- Necesidad de aclareo: Alta
- Escalonamiento de la maduración del fruto: Muy largo
- Sensibilidad a la caída en maduración: Media
- Aptitud para la conservación del fruto en árbol: Baja
- Aptitud para la conservación del fruto en almacén o cámara: sin datos
- Sensibilidad al moteado: sin datos
- Sensibilidad al oídio: Alta
- Sensibilidad a pulgón lanígero: sin datos[3]